# Stumptown AC
Lo Stumptown AC, precedentemente noto come Stumptown Athletic è un club calcistico professionistico statunitense con base nella cittadina di Matthews, alla periferia di Charlotte, in Carolina del Nord, che però disputa le proprie partite interne presso lo Sportsplex at Matthews, impianto da 5.000 posti a sedere.
Attualmente partecipa alla NISA, terza divisione del calcio statunitense.

## Storia
Fondato nel 2018 con la denominazione Stumptown Athletic, il club prese il nome da un antico nomignolo per la cittadina di Matthews, dove la squadra disputa le sue partite casalinghe, dovuto al fatto che i contadini del luogo avessero tagliato così tanti alberi da lasciare la città piena di tronconi (in inglese stump).
Lo Stumptown Athletic esordì poi tra i professionisti della National Independent Soccer Association (NISA), lega di terza divisione, nell'autunno 2019. Nell'estate del 2020 il club annunciò di prendersi un semestre di pausa a causa dell'insostenibilità di operare la squadra disputando partite a porte chiuse.
Il 3 marzo 2021 una nuova società fu fondata dalla stessa NISA, la quale, annunciando ufficialmente il proprio ritorno alle competizioni, svelò altresì il nuovo nome del club, Stumptown AC, il nuovo logo e i nuovi colori sociali, che dal rosso e blu originari divennero ora bianco e blu. Lo scopo dell'operazione era quello di far tornare la squadra al calcio giocato di modo tale da riuscire ad attrarre un nuovo proprietario nel breve periodo. Fred Matthes e l'ex assistente allenatore dei Portland Timbers Rod Underwood furono annunciati rispettivamente quali nuovo presidente e nuovo allenatore della squadra.